# Имперский военный музей
Имперский военный музей (англ. Imperial War Museum) — музей в Лондоне, в районе Ламбет. В его коллекцию входит военная техника, оружие, вещи военных лет, публичная библиотека, фотографический архив и художественная коллекция, посвящённые вооружённым конфликтам, начиная с Первой мировой войны вплоть до наших дней, особенно тем, в которых участвовали Соединённое Королевство, Британская империя и Содружество.

## История
В разгар Первой мировой войны, весной 1917 года, британское Правительство военного времени приняло решение об учреждении Национального военного музея и начале сбора экспонатов для экспозиции. Специально созданный комитет приступил к сбору материалов, иллюстрировавших участие Великобритании в войне и затрагивавших такие области, как армия, флот, производство оружия и боеприпасов, а также женский труд в тылу. В декабре 1917 года название музея было изменено на «Имперский военный музей».
Музей был открыт королём Великобритании Георгом V 9 июня 1920 года в Хрустальном дворце.
В 1924 году музей переехал в здание Имперского института в Южном Кенсингтоне (в 1950-х и 1960-х годов здание было разрушено для осуществления прохода к Имперскому колледжу). Это здание находилось в центре города рядом с другими крупными музеями, но оно было тесным и не подходило для размещения коллекции.
И, наконец, в 1936 году для музея было найдено здание бывшей Королевской психиатрической больницы к югу от Темзы. Строение планировалось разрушить и разбить на его месте парк, но размещение в нём Имперского военного музея спасло историческое здание, а музей получил подходящие площади для размещения своей коллекции.
Музей начал собирать материалы, посвященные Второй мировой войне сразу после её начала в 1939 году. В 1940 году музей был закрыт, а 31 января 1941 года он был поражен прямым попаданием немецкой бомбы, и часть коллекции была сильно повреждена. Вновь экспозицию музея открывали по частям, начиная с 1946 года.
На сегодняшний день музей располагает большой коллекцией военной техники со времен Первой мировой войны и до наших дней. Множество тематических экспозиций посвящены истории военных конфликтов в разных странах мира. Музей имеет своей целью не только показать посетителям оружие и военную технику, но и дать людям информацию о современной войне и её влиянии на личность и общество.

## Филиалы музея
- Имперский военный музей в Даксфорде (англ. Imperial War Museum Duxford) — крупнейший в Великобритании авиационный музей. Находится недалеко от Кембриджа.
- Крейсер «Белфаст» (англ. HMS Belfast) — корабль Королевского флота, принимавший участие во Второй мировой войне. Находится постоянно на стоянке в центре Лондона на реке Темзе, возле Тауэрского моста.
- Военные комнаты Черчилля[англ.] — подземный комплекс командного центра Правительства Великобритании во время Второй мировой войны. Находятся в центре Лондона.
- Имперский военный музей «Север»[англ.] — самый последний филиал, открытый в 2002 году в Манчестере.